# Limnophora kuhlowi
Limnophora kuhlowi este o specie de muște din genul Limnophora, familia Muscidae, descrisă de Zielke în anul 1974. Conform Catalogue of Life specia Limnophora kuhlowi nu are subspecii cunoscute.